# Shimmy Disc
Shimmy Disc was een invloedrijk platenlabel, in 1987 opgericht door Mark Kramer. Artiesten en bands die op dit label hun platen uitbrachten, waren onder meer Bongwater, Jad Fair & Kramer, Shockabilly, Dogbowl, Daniel Johnston, Naked City, Fly Ashtray, Galaxie 500, King Missile, Boredoms, Ruins, Ween, GWAR, the Semibeings en Uncle Wiggly. In de nasleep van de breuk met partner Ann Magnuson was Kramer in 1998 gedwongen het label en zijn studio aan Knitting Factory te verkopen. Kramer richtte later Second Shimmy op.